# 中國代理人
中國代理人（英語：Chinese agent），又稱中國政府代理人（agent of the Chinese government），北京代理人，中共代理人，是中華人民共和國政府與中國共產黨在其他國家中的代理人。這些代理人居住在中國之外的其他國家，在其他國家境內活動，受到中國與中國共產黨的雇用與指揮，協助中國政府在其他國家中執行統治權，進行長臂管轄，為中國與中國共產党的利益而服務。
中國將他們視為中國隱蔽戰線的一份子，以金錢利益，法律威脅或中國民族主義等手段來指揮境外的中國代理人，為中國利益而服務。視其執行的工作內容，中國代理人在合法與非法之間的模糊界線中活動。他們可能涉及間諜活動，可能危害到所在國的國家利益與合法人權，侵害到所在國家的主權，他們對所在國家的忠誠也常遭到質疑。許多國家將中國代理人認定是間諜行為，部份國家制定了法律，允許中國代理人在合法範圍下活動。

## 概論
外國代理人，是在某個國家之中，受到其他國家政府或政府組織雇用，在這個國家之中，為外國政府利益而活動的一群人。外國代理人的定義，最早起源自美國。為了對抗德國納粹黨在美國境內的活動，美國聯邦政府於1938年通過《外国代理人登记法》，限制外國代理人在美國進行非法政治活動。在二次世界大戰之後，這個法律主要用於控制蘇聯共產黨與中國共產黨在美國境內的活動。
中國代理人，指的是為中華人民共和國的國家利益而在其他國家境內活動的人。中國代理人的身份很複雜，通常沒有正式外交官身份，可能是擁有中國國籍的移民，留學生，華人第二代，或是擁有所在國家的國籍與公民身份。可能接受中國政府，中國國營企業雇用，如大使館雇員，記者，受中國資助的非政府組織成員，所在國政府官員，一般平民，電腦駭客，或是黑幫成員。可能是記者，媒體工作者。在所在國政府中推動有利中國的行政措施或法案。為中國收集外交與軍事情報，竊取一般企業的研發成果，或是在所在國進行輿論引導，進行認知作戰，影響所在國選舉與政府政策。
中國共產黨在中國成立的開始，致力於推動隱蔽戰線，並因此擊敗中華民國，建立中華人民共和國。在中華人民共和國立國之前，中國代理人就已經在美國，日本，韓國與東南亞國家中活動。在習近平擔任中國最高領導人之後，推動一帶一路，中國代理人在其他國家的活動情況增加。在美國，加拿大與歐洲出現中國的海外警察站，在中國代理人的協助下，中國警察在其他國家境內活動，脅迫及逮捕中國民運人士與香港民主派人士，曾引起這些國家的不滿。

## 中華人民共和國方針
中華人民共和國官方並未向外承認存在中國代理人。現有案例中發現的中國代理人，主要接受中國公安部（MPS），國家安全部（MSS）的指揮，也有由中共統戰部或中國人民解放軍控制。
2015年通過的《中華人民共和國國家安全法》，明訂中華人民共和國公民有協助國家安全工作的義務。這項法律使得在海外的中國人都必須為了中國的國家利益而服務，可能被迫成為中國間諜。

## 各國情況

### 美國
在美國活動的中國新華社與中國環球電視網皆被美國政府認定是中國代理人。
在2024年，紐約州州長助理孫雯及其丈夫胡驍，遭到美國聯邦法院起訴，接受中國政府非法雇用，洩露政府機密，阻止台灣代表接觸紐約州政府，以及安排紐約州政府官員出訪中國。
同年，中國民運人士王書君與唐元雋，遭到美國司法部調查，以擔任中國代理人罪名遭到起訴。
此外，中國導演孫耀寧等人也因中國代理人罪名而遭逮捕。

### 台灣
在習近平提出一國兩制台灣方案之後，中華民國總統蔡英文於2019年曾經計劃推動法案，規範中國代理人在台灣的活動，遭到中國國民黨以及在中國台商反對。